# Forest Lake (Minnesota)
Forest Lake é uma cidade localizada no estado americano de Minnesota, no Condado de Washington.

## Demografia
Segundo o censo americano de 2000, a sua população era de 6798 habitantes.
Em 2006, foi estimada uma população de 17.458, um aumento de 10660 (156.8%).

## Geografia
De acordo com o United States Census Bureau tem uma área de
11,0 km², dos quais 10,9 km² cobertos por terra e 0,1 km² cobertos por água. Forest Lake localiza-se a aproximadamente 911 m acima do nível do mar.

## Localidades na vizinhança
O diagrama seguinte representa as localidades num raio de 16 km ao redor de Forest Lake.